# Angerona griseoguttata
Angerona griseoguttata là một loài bướm đêm trong họ Geometridae.